# Nicolae Golescu
Nicolae Constantin Golescu (n. 6 decembrie 1809, Câmpulung Muscel – d. 10 decembrie 1877, București) a fost un om politic și cel de-al nouălea prim-ministru al României în 1868.

## Biografie
Fiu al boierului muntean Dinicu Golescu, a fost educat împreună cu cei trei frați ai săi acasă și apoi în Elveția. Nicolae și fratele său Ștefan s-au întors acasă în 1830 pentru a intra în armată, unde Nicolae a ajuns maior în 1834. 
În același an a intrat în Societatea Filarmonică, o societate asemănătoare masoneriei. În 1840, a fost acuzator în procesul participanților la complotul Filipescu, mai târziu Ministru de interne, iar în 1860, pentru o scurtă perioadă, Ministru de război.
În 1842, Muntenia fiind sub protectoratul Rusiei, Nicolae Golescu încearcă să obțină tronul, dar eșuează, rămânând în schimb ministru de interne până în 1847. Între timp participă la diverse comitete revoluționare.
Deși provenea dintr-o familie de boieri, Nicolae Golescu s-a implicat în mișcarea liberalilor radicali, făcând parte din comitetul revoluționar din 1848 alături de Ion Ghica, Nicolae Bălcescu, Ion Heliade Rădulescu și alții.
După ce, pe 11 iunie 1848, revoluția a izbucnit la București, Nicolae Golescu devine din nou ministru de interne în guvernul provizoriu. Săptămâna următoare s-au ocupat cu mobilizarea populației împotriva unei contra-revoluții, astfel guvernul provizoriu rămânând.
Pe 25 iulie 1848, guvernul demisionează la presiunile Imperiului Otoman, iar după intervenția otomană din septembrie, Nicolae Golescu pleacă în exil, întorcându-se în anii 1850 pentru a susține pe Alexandru Ioan Cuza și Unirea Principatelor Române.
În 1866 a devenit unul dintre cei trei membri ai Locotenenței Domnești care a condus statul de la abdicarea lui Alexandru Ioan Cuza și până la înscăunarea lui Carol I.
După aceea a făcut parte din Partidul Liberal al lui Ion Brătianu, având mandat de prim-ministru.